# Buweklooster
Buweklooster (Fries: Bouwekleaster of Buwekleaster) is een buurtschap in de gemeente Achtkarspelen. Het ligt ten oosten van Drogeham en ten noorden van Harkema.
De buurtschap valt formeel onder Drogeham. De buurtschap is ontstaan bij een klooster die er een tijdlang heeft gestaan. In het noordelijke deel loopt het via De Kromelle over in de buurtschap Hamsterpein.

## Geschiedenis
In 1248 was de rijke landheer Bouwe Harkema, nadat hij eerder al een kapel gewijd aan Sint Nicolaas op zijn land had laten bouwen, begonnen met de bouw van een klooster, dat op december 1249 gereed gekomen is. De naam van het klooster werd Sepulchrum Sanctae Maria (het Graf van de Heilige Maria). In de volksmond sprak men meestal van Buweklooster. Het was een vrouwenklooster behorende bij de orde der Praemonstratenzers, ook wel Norbertijnen (naar de oprichter Norbertus) of witheren (naar de kleur van de habijt) genoemd. Norbertus zag de eerste christengemeenten als ideaal. Dat betekende een leven van armoede, in het teken van de dienst aan God en de naaste.
Het klooster heeft ongeveer drie en een halve eeuw bestaan. Naast geestelijke zaken hield het klooster zich ook bezig met verveningen. Een groot deel van de venen ten oosten van de Mûnstegroppe, tussen Buweklooster en Rottevalle was in het bezit van het klooster. Toen in 1580 de Hervorming haar intrede deed en de rooms-katholieke godsdienst verboden werd, werd op last van de Staten van Friesland het klooster gesloten. Alle bezittingen werden verkocht.
Toen het klooster niet meer bewoond werd, raakte het langzaam in verval. In 1800 zijn de laatste restanten van het gebouw gesloopt. Het kerkhof is blijven bestaan. Op het kerkhof staat nog wel een klokkenstoel, die is aangewezen als rijksmonument.

## Afbeeldingen

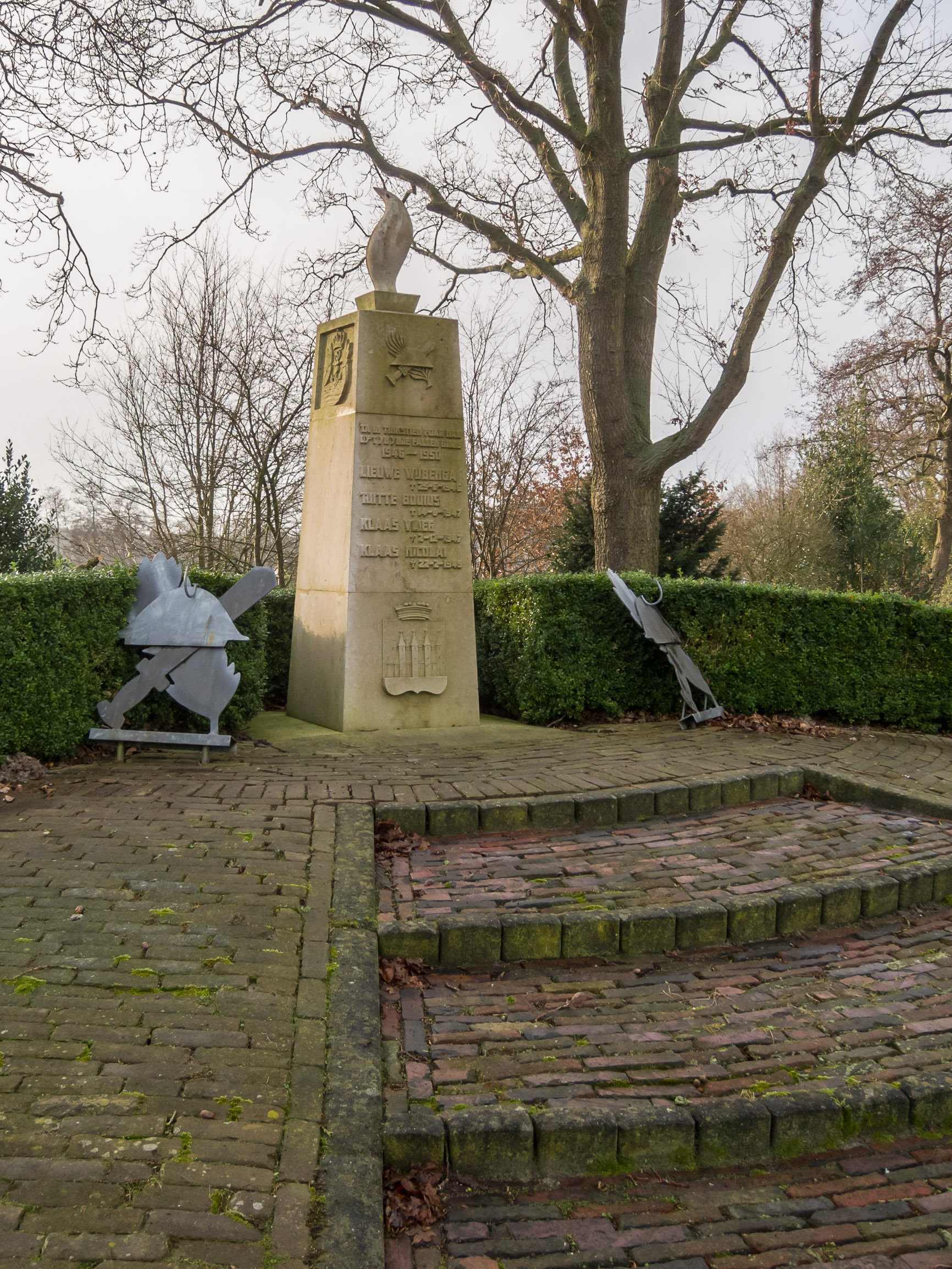
Indië-monument (2014)
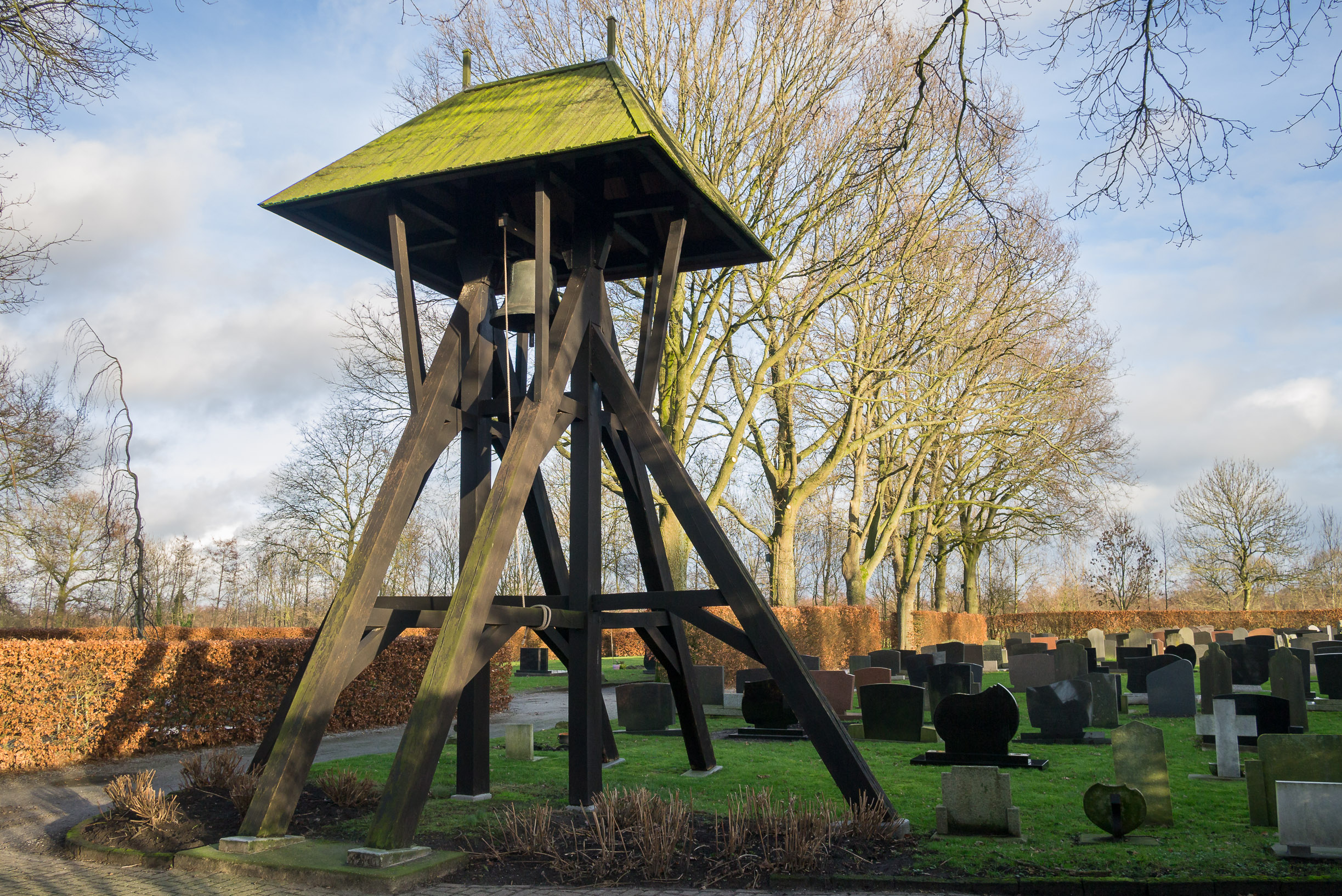
Klokkenstoel Buweklooster (2014)

Dorpen: Augustinusga · Boelenslaan · Buitenpost · Drogeham · Gerkesklooster · Harkema · Kootstertille · Stroobos · Surhuisterveen · Surhuizum · Twijzel · Twijzelerheide

Buurtschappen: Barghiem · Blauwhuis · Blauwverlaat · Buweklooster · Buwetille · De Kooten · De Laatste Stuiver · Dijkhuizen · Egypte · Gerben Allesverlaat · Hamsterpein · Hamshorn · Hiltjemoeiswouden · Jachtveld · Kortwoude · Kuikhorne (deels) · Lutkepost · Monniketille · Ophuis · Opperkooten · Rohel · Roodeschuur · Surhuizumer Mieden · Uitland · Vierhuizen · Westerend · Wildpad (deels) · Wildveld

Friesland: Steden en dorpen      Nederland: Provincies · Gemeenten